# ガラスの女神
『ガラスの女神』（がらすのめがみ）は『ビタマン』（竹書房）に2006年10月号から2008年12月号まで連載されていた、朝森瑞季による青年向け漫画である。掲載雑誌の性質上、毎回性描写があるが、特に成年コミック指定はなされていない。全3巻。
2009年9月4日に実写版DVD第1巻が竹書房から発売された。同年10月2日に第2巻が発売され完結。

## あらすじ
ある日、靴の踵を折ってしまって困っていた女の子を助けた大学生、佐倉圭太。
その数日後、大学のレポート課題として手渡されたばかりのプリントを、風で木の上に飛ばされてしまう。
〆切が翌日までだったため困っていた所に現れた巨乳の美女「栗宮ほのか」に、幸いにも取ってもらうことができた。取ってもらったお礼として飲みに行った所、二人とも帰りの電車の中で寝過ごしてしまい、駅近くの連れ込み宿で夜を共にすることになる。
その2日後、佐倉はほのかに次に会ったら告白しようと思っていたところ、電車の中でヒールを直してあげた先述の女の子「穂波彩」と知り合い、その流れで彩と交際を始めることになってしまう。

## 登場人物
佐倉 圭太（さくら けいた）（DVD版：久保田泰也）
理工学部に所属する大学3年生。毎日、大学で出される大量のレポート課題と引越しのアルバイトに追われている。
ひょんなことから助けてもらったほのかに一目ぼれし、心の片隅では常にほのかと付き合いたいとは思っているものの、優柔不断な為にいつでも甘えてくる彩に押され、流されてしまっている。
栗宮 ほのか（くりみや ほのか）（DVD版：朝日奈あかり）
英文学科に所属する同じ大学の3年生。北欧（フィンランド）からの帰国子女で英語が堪能。バドミントンが得意。
佐倉のレポート作成に必要なプリントを木の上から取ってあげたことで、佐倉と知り合い、その夜に処女を捧げてしまう。
その後、後輩の彩から佐倉と付き合ったことを知らされるが、控え目な性格が災いし、さらに彩の事も考えた末、佐倉との一件を「良い思い出」と受け止め、諦めようと思ってもなかなかできないでいる。
作中最大の巨乳を持ち、基本的に各話の扉絵は彼女が描かれている。さらに掲載誌のビタマンでは連載開始前号である2006年9月号より2008年10月号までの全ての号の表紙でも描かれている。
また普段の服装は殆どのシーンでズボンを着用しており、スカート姿は最終回の最後のコマと、ビタマンの表紙でしか見ることができない。
穂波 彩（ほなみ あや）（DVD版：恵けい）
佐倉・ほのかと同じ大学の商学部に在籍しているショートカットの女の子。ほのかの中学以来の後輩で、ほのかの事を「憧れのお姉さん」と慕っている。
佐倉にヒールを直してもらったことで一目ぼれし、以来毎日のように佐倉に尽くすようになる（そのため前半ストーリー上殆どのセックスシーンは彼女となる）。その後ほのかと佐倉の関係を知らずに、ほのかに佐倉を彼氏として紹介してしまう。
かなりの天真爛漫で、大学のテスト対策も含めて佐倉やほのかを巻き込んでしまうことが多い。
後に参加したミスコンで優勝し、それがきっかけでグラビアアイドルを始める。服装はほのかとは逆にミニスカート姿が多い。
佐倉 純（さくら じゅん）（DVD版：星野あかり）
佐倉の実家の隣の家に住む従姉。東京に遊びに来ていた所で財布を失くし、一文無しになった所をほのかに助けられる。
面白半分で佐倉とほのかをくっつけようとするが、その際に現れた彩のペースについていけず、苦手になっている。
古谷（ふるや）
佐倉と同じ大学の大学院生。たまたまレポート提出で登校してきたほのかに対し、学内で行われるミスコンに誘おうとする。（ほのかは断り、後に彩が参加する）
藤堂（とうどう）
佐倉の同期生。作中では佐倉に引越しのバイトを紹介したり、おっぱいパブに連れて行ったりする。
白鳥 かもめ（しらとり かもめ）（DVD版：桃咲まなみ）
佐倉達と同じ大学に通う女学生。藤堂に連れて行かれた先のおっぱいパブでバイトしていることが佐倉にバレて、口止めとして佐倉に迫ってくる。その後佐倉がほのか・彩と二股かけていることを知り、口止めする代わりに自身の性欲の捌け口として彼を利用するようになる。
ほのか・彩とはお互い面識がないが、佐倉と会話する際にはほのかの事を「ロン毛」、彩の事を「ショート」と呼んでいる。

## 既刊一覧
朝森瑞季 『ガラスの女神』《竹書房・BAMBOO COMICS VITAMAN SELECT》 全3巻
1. 2007年06月16日発売、ISBN 9784812466001
2. 2008年03月17日発売、ISBN 9784812468043
3. 2008年12月17日発売、ISBN 9784812470206